# Pelekium
Pelekium là một chi rêu trong họ Thuidiaceae.